# Trockenhänge Lawitz
Trockenhänge Lawitz este o arie protejată (arie specială de conservare — SAC, sit de importanță comunitară — SCI) din Germania întinsă pe o suprafață de 35,17 ha, integral pe uscat.

## Localizare
Centrul sitului Trockenhänge Lawitz este situat la coordonatele 52°06′50″N 14°38′07″E / 52.1139°N 14.6353°E.

## Înființare
Situl Trockenhänge Lawitz a fost declarat sit de importanță comunitară în septembrie 2000 pentru a proteja 4 specii de animale. Situl a fost protejat și ca arie specială de conservare în decembrie 2003.

## Biodiversitate
Situată în ecoregiunea continentală, aria protejată conține 4 habitate naturale: Pajiști calcaroase din nisipuri xerice, Pajiști stepice subpanonice, Fânețe de joasă altitudine (Alopecurus pratensis, Sanguisorba officinalis), Păduri de stejar și carpen Galio-Carpinetum.
La baza desemnării sitului se află mai multe specii protejate de  păsări (4): sfrâncioc roșiatic (Lanius collurio), presură sură (Miliaria calandra), codobatura galbenă (Motacilla flava), pupăză (Upupa epops).
Pe lângă speciile protejate, pe teritoriul sitului au mai fost identificate 21 de specii de plante, 1 specie de reptile.